# Encadrement (analyse)
Pour les articles homonymes, voir Encadrement.
En mathématiques, l’encadrement d’un nombre réel, d’une fonction ou d’une suite numérique est la donnée, pour chacune de ses valeurs, de deux inégalités spécifiant une valeur supérieure et une valeur inférieure.
Pour un nombre réel seul, un encadrement revient à donner deux valeurs approchées par défaut et par excès.  En d'autres termes, l'encadrement d'un réel est la donnée d'un intervalle auquel il appartient.

## Numération et ordre de grandeur
Les premiers encadrements apparaissant dans l’enseignement des mathématiques concernent les entiers naturels, par l’identification des entiers prédécesseur et successeur puis par l’encadrement entre deux dizaines consécutives et plus généralement entre deux multiples d’une puissance de 10.
Cette pratique se poursuit avec l’encadrement de fractions simples, puis des racines carrées, entre deux entiers consécutifs. Ces exercices s’appuient notamment sur l’usage de la droite graduée.
La détermination d’un ordre de grandeur pour un nombre réel strictement positif peut être défini comme un encadrement entre deux puissances de 10.

## Approximation
L’encadrement d’un réel entre deux entiers consécutifs peut s’écrire formellement avec une double inégalité utilisant la partie entière : {\displaystyle \lfloor x\rfloor \leq x<\lfloor x\rfloor +1}.
Plus généralement, l’encadrement par les valeurs approchées par défaut et par excès à 10−p près s’écrit :
{\displaystyle 10^{-p}\lfloor 10^{p}x\rfloor \leq x<10^{-p}(\lfloor 10^{p}x\rfloor +1)}.
Cette approximation justifie l’usage des nombres décimaux pour représenter efficacement les nombres avec une précision explicite, par exemple sur un écran de calculatrice.

## Majoration et minoration
Les suites et fonctions réelles bornées admettent un encadrement par des constantes. En particulier, pour une fonction f croissante sur un intervalle [a, b], on obtient l’encadrement pour tout x ∈ [a, b],
f(a) ≤ f(x) ≤ f(b).
Les fonctions trigonométriques sinus et cosinus admettent les encadrements :
{\displaystyle \forall x\in \mathbb {R} ,-1\leq \sin(x)\leq 1},
{\displaystyle \forall x\in \mathbb {R} ,-1\leq \cos(x)\leq 1}.
Pour une suite récurrente dont l’un des termes appartient à un intervalle [a, b] stable pour la fonction de récurrence, tous les termes suivants satisfont l’encadrement a ≤ un ≤ b.

## Comportement asymptomatique et sommation
Mais les fonctions encadrantes peuvent aussi avoir des variations, comme dans le théorème d'encadrement, pour déterminer un équivalent ou pour montrer la convergence d'une intégrale.
En algèbre linéaire, l’encadrement d’une norme par des multiples d’une autre norme est la définition du fait que ces normes sont équivalentes.
L’encadrement d’une suite donne lieu à un encadrement de la série associée, ce qui est parfois utilisé pour déterminer plus facilement son comportement asymptotique, notamment à l’aide de sommes téléscopiques.
De même, l’encadrement d’une fonction induit un encadrement de son intégrale par les inégalités de la moyenne, ce qui est particulièrement utile dans la comparaison série-intégrale pour montrer par exemple le critère de convergence de Riemann sur les séries de la forme {\displaystyle \sum {\frac {1}{n^{\alpha }}}}. Ce résultat est similaire aux inégalités des accroissements finis qui donnent un encadrement des variations à partir d’un encadrement de la dérivée.
Des suites adjacentes définissent une suite d’encadrements de leur limite commune, permettant d’en obtenir des valeurs approchées avec une précision explicite, comme dans le cas d’application du critère des séries alternées, dans la suites de réduites d’une fraction continue ou dans la définition de la moyenne arithmético-géométrique.

## Probabilités et statistique
En théorie des probabilités, certains résultats précisent la probabilité d’un encadrement d’une variable aléatoire réelle, comme dans l’inégalité de Bienaymé-Tchebychev : si X admet une espérance μ et une variance V alors pour tout ε > 0,
{\displaystyle \mathbf {P} (\mu -\varepsilon \leq X\leq \mu +\varepsilon )\geq 1-{\frac {V}{\varepsilon ^{2}}}}.
De tels encadrements permettent de déterminer un intervalle de fluctuation pour une variable aléatoire réelle entre deux bornes déterministes, ou un intervalle de confiance pour un paramètre déterministe entre deux variables aléatoires.